# Воронова, Людмила Владимировна
Люся Воронова (Людмила Владимировна Воронова, род. 1953, Москва) — советская и российская художница.

## Биография
Родилась 15 декабря 1953 года в Замоскворечье.
1969—1970 училась в ЗНУИ, мастерская Бориса Отарова.
1971—1972 — занятия в художественной студии Нугзара Мгалоблишвили.
1972—1978 — учёба на художественном факультете Московского технологического института.
В 1978 закончила художественный факультет МТИ. Диплом: Гобелен «Музыка». Защитилась отлично, с похвалой Г.Э.К. Вступила в Молодежное Объединение художников при СХ СССР.
В 1988 г. принята в Союз художников.
Работает в России и за рубежом (Дания, Германия, Чехия, Панама, Турция, Венгрия, Польша, Финляндия, Швеция, Греция, Норвегия, Голландия). Имеет более 50 персональных выставок. В основном представлены портреты, пейзажи и натюрморты.
В сентябре 2013 г. стала почетным членом Российской академии художеств.
Текущий «Мозаичный» период в творчестве художницы начался в 2018 г., и как-то само собой возникло название, которое сегодня уже прочно закрепилось в искусствоведческой среде, — «Радостный период».
Начав с экспериментов в текстиле, Люся много лет искала то, что ныне составляет ее художнический язык: находила, оставляла, возвращалась, развивая и совершенствуя. В результате сегодня она оперирует флоральными элементами и цветом, геометрическими фигурами, сложными структурами — огромным, разнообразным и гармоничным инструментарием, который близок ее душе, предоставляет ей свободу и огромные возможности для дальнейших творческих поисков. Манера художника далека от стилизации — она естественным образом вырастает из декоративно-прикладного искусства.
Мозаичный стиль в сегодняшних работах Люси Вороновой — это новый взгляд в будущее, корнями уходящий в 1970-е гг., в работу с гобеленами. «Клетчатый» паттерн, который она нашла тогда, не прижился на холсте и на много лет ушел из ее работ. В последних картинах, буквально сейчас, он возвращается — обновленным и с громадным потенциалом развития и совершенствования. Люся увлечена им всерьез, настолько, что в ее художническом языке он несомненно очень скоро займет то же место, какое занимает “личина” у Целкова, карта у Немухина или ташистская сущность у Беленока». 
Щедрый на события год рождает не только череду громких выставочных проектов. В 2018 г. выходит очередной каталог работ Люси Вороновой «Дневник 2018», который в корне отличается от всего сделанного прежде: автор впервые публикует исключительно графику, а текстом служат её рукописные записи, датированные от начала 80-х по наши дни. Именно этим символичным событием художник начинает новый творческий этап. Первые рукописные дневники Люси Вороновой вошли в собрание Русского музея в Санкт-Петербурге.  Вторым знаковым событием года стала официальная регистрация Фонда поддержки искусства Люси Вороновой в Минюсте.
В 2020-2021 гг. уже широко известная в кругах искусствоведов  и коллекционеров  художница даёт серию интервью, в том числе в видеоформате. Фильм Юрия Омельченко «На стыке поколений» повествует о жизни и творческом становлении Люси Вороновой, а видео-интервью, инициированное Фондом «Мозаичность», рассказывает о новом творческом периоде художницы. В интернет-пространстве данные работы в первые же недели набрали десятки тысяч просмотров, популяризовав тем самым творчество Вороновой среди аудитории, интересующейся искусством.

## Цитаты
Фрагмент разговора Виталия Пацюкова и Люси Вороновой: «Всегда начинаю с человека. Мой первый жест — человек, его состояние, его смысл. Позирующий создает мне образ. И уже дальше в его пространстве возникает фон. В каждом человеке ищу Человека. Люди очень разные, каждый — космос, загадка, неожиданность. Моя палитра в холстах: красный — Жизнь, синий — Небо, чёрный — Вечность, охра — золото, много золота. Все так же, как в иконе, в народной культуре и искусстве классического авангарда».

## Коллаборации
С 8 Марта 2022 года, в сети Шоколадница можно встретить стаканчики с репродукцией картин Люси Вороновой

## Премии, награды
- 2013 — Российская академия художеств на основании своего устава, решением Президиума от 17 09 2013 избрала почетным членом Академии Воронову Людмилу Владимировну
- 2013 — Медаль ордена Святой Анны
- 2013 — бронзовая медаль Российской академии художеств «Достойному»
- 2010 — «Золотая лира», Москва
- 1997 — первая премия на международном симпозиуме Квольс, Дания
- 1988 — премия «Лучшая работа года», МОСХ
- 1987 — премия «Лучшая работа года», МОСХ

## Альбомы
- 2023 — «Люся Воронова. Мозаичность», Издательство «Виртуальная галерея», 176 стр. ISBN 978-5-98181-187-6
- 2019 — «Ежедневник 2018 / Люся Воронова», Издательство «Виртуальная галерея», 384 стр.
- 2011 — «Люся Воронова», Издательско-полиграфическая компания «КОСТА», 351 стр.
- 2009 — «Люся Воронова», Издательско-полиграфическая компания «КОСТА», 204 стр., 236 ил.

## Фильмы
- 2021 — Фильм «Мозаичность. Люся Воронова»
- 2021 — Фильм-интервью «Люся Воронова. На стыке поколений»
- 2017 — Интервью «Можно ли создать искусство из чистой     радости?» PRO искусство с Марией Санти
- 2015 — Фильм-интервью «Имена. Люся Воронова»
- 2009 — Фильм-интервью «ЦВЕТУЩАЯ СЛОЖНОСТЬ»

## Статьи
- Г. Тулузакова «Люся Воронова». Журнал «Собраніе», № 3, сентябрь, 2012
- А. Успенский «Рассказ визуальной истории». «Диалог искусств», 2012
- А. Толстой «Радостный мир Люси Вороновой», 2011
- Г. Тулузакова «Праздничная открытость безнадежности», 2011
- Г. Климовицкий «Миры Люси Вороновой», 2011
- А.Рункова «Цвет как жизнь», 2011
- К. Богемская «Наивное искусство Люси Вороновой», 2010
- В. Пацюков «Существованья ткань сквозная», 2009
- В. Мейланд «Обнаженная натура», 2008
- В. Турчин «XX век в зеркале коллекции ММСИ». ИПЦ «Художник и книга», 2003
- Хеннинг Елвинг «Место и время». Ховеланд, Дания, 1998
- С. Дрошин «Комбинация примитивного искусства и идеи Канта». «The Moscow Trebyne», 7.09.1993
- Новый альбом графики. Издательство «Советский художник», 1991

## Работы в коллекциях
- Государственная Третьяковская Галерея. Москва
- Государственный Русский музей. Санкт-Петербург
- Музей современного искусства. Москва
- Государственный центр современного искусства. Москва
- Пермская государственная картинная галерея
- Псковский государственный объединённый историко-архитектурный и художественный музей-заповедник
- Новосибирская картинная галерея
- Мордовский республиканский музей изобразительных искусств им. С. Д. Эрьзи . Саранск
- Государственный художественный музей Алтайского края. Барнаул
- Самарский художественный музей
- Рязанский государственный областной художественный музей им. И. П. Пожалостина
- Музей «Кирстен Ке», Фроструп. Дания
- «Колодзей арт фаундейшен». Нью-Джерси. США
- Русская галерея. Харбин. Китай
- Музей Органической Культуры . Коломна.Музей     Органической Культуры.     Коломна
- Государственный центральный музей истории России.     Москва
- Галерея "Красный квадрат". Лондон,     Великобритания
- Журнал "Умелец". Прага, Чехия
- Картинная галерея. Балашиха, Россия
- Музей Лубка и Наивного искусства. Москва
- Художественный Музей. Кинешма, Россия
- Центр Современного Искусства МАРС. Москва
- Конаково Ривер Клаб. Конаково, Тверская область
- Нижнетагильский муниципальный Музей. Нижний Тагил,     Россия
- Музей Петуха. Петушки, Владимирская область
- Муниципальная Художественная галерея. Кострома, Россия
- Ярославский художественный музей. Ярославль, Россия
- Тульский музей изобразительных искусств. Тула
- Коллекция Игоря Дыченко. Киев, Украина
- Частная коллекция Андрея Малахова
- Частная коллекция Михаила Прохорова

## Выставки

### Персональные
- 2024 — «Люся Воронова. Ирга Ламарка». Всероссийский музей декоративного искусства. Москва[3][4] [5][6][7][8][9][10][11][12][13][14]
- 2024 — «Живопись звуков, шумов и запахов». Арт-платформа Cube.Moscow [15][16]
- 2023 —  Презентация. Альбом «Мозаичность». Всероссийский музей декоративного искусства. Москва [17][18][19]
- 2023 — «Люся Воронова: красный — Жизнь, синий — Небо, чёрный — Вечность». Проект к 70-летию художника. Национальный музей Республики Северная Осетия. Алания[20] [21][22][23][24][25]
- 2023 — «Люся Воронова. Цветочный джаз». Галерея Китай-город. Москва[26][27][28]
- 2022 — «Люся Воронова. Ковер». Atelier Choutko. Москва[29][30]
- 2021 — «Люся Воронова. Мозаичность». Галерея Омельченко. Москва [31]
- 2021 — «В поисках райского сада». Новосибирский государственный художественный музей. Новосибирск[32][33]
- 2021 — «В поисках райского сада». Городской выставочный зал. Геленджик [34]
- 2020 — «Красавицы. Диалог». Тульский музей изобразительных искусств. Тула [35]
- 2019 — ДАР БЕСЦЕННЫЙ. Государственный художественный музей Алтайского края
- 2019 — «Люся Воронова. Райский сад». Музей современного искусства Эрарта.[36][37][38][39][40]
- 2019  — «Люся Воронова». Выставочный зал Художественного музея Тулы. Тула
- 2019 — Ретроспективная выставка «Люся Воронова», приуроченная 65-летию художницы. Галерея современного искусства Музея изобразительных искусств Татарии. Казань[41]
- 2019 — «Люся  Воронова. Дневник» Графика и живопись. Галерея D29. Из собраний Юрия Петухова и Фонда Люси Вороновой. Москва[42][43][44]
- 2018 — Ретроспективная выставка «Люся Воронова», приуроченная 65-летию художницы. Музейно-выставочном комплексе "Новый Иерусалим". Истра, Россия
- 2018 — «Новые встречи». Графика. Муниципальная Художественная галерея, Коллекция Юрия Петухова. Ярославль[45]
- 2018  — «Новые встречи». Графика. Муниципальная Художественная галерея, Коллекция Юрия Петухова. Кострома[46]
- 2017 — PLAZAНаива, Никольская PLAZA. Москва[47][48]
- 2017 — Зимний сад, галерея Арка. Москва[49][50]
- 2015 — «Наивное ликование души». Всероссийский музей декоративно-прикладного и народного искусства. Москва. К 135-летию музея.[51][52][53][54]
- 2013 — «Наивное ликование души». Рязанский государственный областной художественный музей им. И. П. Пожалостина. К 100-летию музея.[55]
- 2013 — Выставка и творческий вечер, Российская Академия Художеств. Москва
- 2012 — «На грани сложности и простоты». «Veresov Gallery». Москва
- 2012 — «Миры Люси Вороновой». «Галерея на Чистых прудах». Москва[56]
- 2009 — Выставка одного дня в Московском музее современного искусства и презентация альбома.[57]
- 2009 — «Пляж». Галерея Третьякова. Санкт-Петербург[58]
- 2009 — Галерея Хань Цзяньминь. Харбин. Китай
- 2008 — Без названия. Музей Челси. Нью-Йорк. США
- 2008 — Без названия. Посольство Ирландии. Москва
- 2007 — Без названии. Русская галерея. Харбин. Китай
- 2007 — «Городские цветы». Галерея Муртуз. Москва
- 2007 — Без названия. АРТ Манеж. Москва
- 2006 — Без названия. Галерея «Марс». Москва
- 2006 — Без названия, Театр г. Оломоуц. Чехия
- 2006 — Без названия. Посольство США. Москва
- 2006 — Оратория одиночества. ЦДХ. Москва
- 2000 — Без названия. Галерея «Велта». Москва
- 2000 — Портрет. Музей Кирстен Кё. Фроструп. Дания

### Групповые
- 2023 — «Одно лицо». Галерея на Каширке. Москва[59]
- 2022 — «Цветы... и только». Экоцентр «Цветоводство» на ВДНХ. Москва[60][61][62]
- 2022 — «ART RUSSIA». Москва[63]
- 2022 — «Новая красивая выставка. Весна». Парк «Зарядье». Москва[64][65]
- 2018 — Цветы и фрукты. Картинная галерея. Балашиха[66][67]
- 2017 — Наив... Но, ММОМА. Москва[68]
- 2017— Шедевры советского искусства. Наследие великой страны. ЦДХ. Москва
- 2017 — Собственное время, галерея 21, коллекция Александра Миронова. Москва[69][70][71]
- 2014 — «Женский образ в искусстве. Живопись и скульптура». ГМВЦ «РОСИЗО». Москва[72]
- 2013 — «Грани реальности». Галерея Ак-Барс. Казань[73][74][75]
- 2012 — «Традиции фольклора и наива в современной культуре». Государственный центр современного искусства. Музей-заповедник «Царицыно». Москва[76]
- 2012 — «Живопись двух столиц». Галерея А3. Москва. K-Gallery. Санкт-Петербург[77][78][79][80]
- 2012 — «Художники, наивно увидевшие окружающую их жизнь» Музей Органической Культуры (Коломна) в театре Анатолия Васильева. Москва[81]
- 2011 — Худграф-2011. МГВЗ Новый Манеж. Москва[82]
- 2010 — АРТ&Деко, Новый Манеж. Москва
- 2008 — Образ и Цвет. ММРМИ им.С.Д.Эрьзи. Саранск, Мордовия
- 2008 — Азбука московской квартиры. Журнал Умелец. Прага, Чехия, Лондон, Великобритания
- 1999 — Без названия. Гасштатте Хебертштубе.     Дюссельдорф, Германия
- 1999 — Без названия. Галерея Сигнос, отель Редиссон.     Панама, Панама
- 1999 — Без названия. Галерея Фед Киркен. Архус, Дания
- 1999 — Без названия. Галерея Декса. Панама, Панама
- 1999 — Живопись на бумаге. Галерея Бухерай Оберкассель.     Дюссельдорф, Германия
- 1998 — Стедер и стукер. Сковгард Музей. Виборг, Дания
- 1998 — Пейзаж. Галерея XXI век. Санкт-Петербург
- 1998 — Портрет. Галерея Борей. Санкт-Петербург
- 1997 — Новая Родина литературы и искусства. Симпозиум и     многочисленные выставки. Квольс, Дания
- 1997 — Без названия. Галерея Хермит-штудио 600. Прага,     Чехия
- 1996 — Зима.PS Галерея Дар. Москва
- 1995 — Ловись рыбка. Галерея Велта. Москва
- 1995 — Без названия. Армтсгорден. Виборг, Дания
- 1995 — «Яблочный день». Галерея «Дар». Москва
- 1995 — Без названия. Абубиблиотек. Архус. Дания
- 1995 — Круг. Треугольник. Квадрат. Галерея «Пим де Руддер» Ассенеде. Бельгия
- 1994 — Выставка и симпозиум. Кунстферайн. Остерхольц Шармбек. Германия
- 1993 — Без названия. Штифтс Музей. Виборг, Дания
- 1993 — Без названия. Галерея Дар. Москва
- 1993 — Без названия. Галерея А-З. Москва
- 1991 — Без названия. Галерея «Замок». Патро. Чехия
- 1990 — «Между постмодернизмом и авангардом». Галерея «Цахета». Варшава. Польша
- 1989 — Иктерарт. Галерея «Рама-АРТ». Познань. Польша
- 1988 — 18-я молодёжная выставка. Москва (премия)
- 1987 — МОСХ. СССР
- 1986 — 17-я молодёжная выставка. Москва
- 1986 — Сумбатхей. Венгрия
- 1985 — 16-я молодёжная выставка. Москва
- 1985 — Молодые художники Москвы. ЮНЕСКО. Париж
- 1984 — 15-я молодёжная выставка. Москва
- 1983 — 14-я молодёжная выставка. Москва
- 1982 — 13-я молодёжная выставка. Москва
- 1982 — 12-я молодёжная выставка. Москва
- 1971 — 11-я молодёжная выставка. Москва